# Craig Davidson (écrivain)
Pour les articles homonymes, voir Craig Davidson et Davidson.
Œuvres principales
- Un goût de rouille et d’os
- Cataract City

Craig Davidson, né en 1976 à Toronto en Ontario, est un écrivain canadien anglophone. Il utilise deux pseudonymes, Patrick Lestewka, avec lequel il a signé son premier roman, The Preserve, paru en 2004, et Nick Cutter. Il vit à Calgary, en Alberta.

## Biographie
Né à Toronto en 1976, Craig Davidson fait ses études à l'Université Trent et à l'Université du Nouveau-Brunswick. Il est aussi diplômé de l'Iowa Writers' Workshop, un programme de création littéraire de l'Université de l'Iowa.
Craig Davidson est principalement connu pour son recueil de nouvelles intitulé Un goût de rouille et d'os (Rust and Bone), paru en 2005. Ce recueil lui a valu un énorme succès critique en France. C'est notamment pour cette raison qu'il sera adapté à l'écran par Jacques Audiard en 2012. Son talent pour l'écriture se voit confirmé en 2008, lorsqu'il publie son premier roman Juste être un homme (The Fighter).
En 2008, pour la promotion de son roman Juste être un homme (The Fighter), un grand combat est organisé, dans lequel Craig Davidson se bat contre un poète. Il confie à l'Express sur un ton amusé : « Je me suis retrouvé sur un ring face à un poète. En général, ces types-là sont épais comme des cigarillos. Pourtant, j'ai perdu. En trois rounds. »
C'est sous le pseudonyme de Patrick Lestewka qu'il signe, en 2003, son premier roman d'horreur intitulé Mother Bitchfight chez Necro Publications. C'est sous un second pseudonyme (Nick Cutter) qu'il publie Troupe 52 (The Troop), ainsi que trois autres romans.
« Son univers violent et son goût du trash lui valent d'être souvent comparé à Chuck Palahniuk même si les détracteurs de ce dernier voit en Davidson un auteur moins gratuitement provocateur […] Craig Davison n'est pas Chuck Palahniuk, il ne cultive pas la grandiloquence et le goût de l'exagération gratuite. Sa violence est réaliste, elle fait mal, tout comme son style, qui fait mouche. »

## Œuvres

### Sous son nom (Craig Davidson)
- Un goût de rouille et d'os, Paris, Albin Michel, coll. « Terres d'Amérique », 2006, (Rust and Bone, 2005), trad. Anne Wicke, 291 p.  (ISBN 2226173463)
- Juste être un homme, Paris, Albin Michel, coll. « Terres d'Amérique », 2008, (The Fighter, 2008), trad. Anne Wicke, 245 p.  (ISBN 9782226183880)
- Les Bonnes Âmes de Sarah Court, Montréal, Léméac, 2015, (Sarah Court, 2010), trad. Éric Fontaine), 296 p.  (ISBN 2760933954)
- Cataract City, Paris, Albin Michel, coll. « Terres d'Amérique », 2014 (Cataract City, 2013), trad. Jean-Luc Piningre, 496 p.  (ISBN 9782226259745)
- The Saturday Night Ghost Club, Toronto, Alfred A. Knopf Canada, 2018, 251 p.  (ISBN 9780735274822)
- Cascade, Paris, Albin Michel (2023) (Cascade, 2020)

### Sous le pseudonyme Patrick Lestewka
- Mother Bitchfight, Hobbs, Necro Publications, 2003, 60 p.  (ISBN 1889186414)
- The Preserve, Hobbs, Necro Publications, 2004, 308 p.  (ISBN 1889186430)
- Imprint, North Webster, Delirium Books, 2006, 40 p.  (ISBN 9781929653324)
- The Coliseum, Sanford, Necro Publications, 2011, 130 p.  (ISBN 9781889186900)
- Vehicles, North Webster, Delirium Books, 2012, 280 p.  (ISBN 9781934546901)

### Sous le pseudonyme Nick Cutter
- Troupe 52, Paris, Denoël, 2016 (The Troop, 2014), trad. Éric Fontaine, 446 p.  (ISBN 9782207132388)
- The Deep, New York, Gallery Books, 2015, 394 p.  (ISBN 9781476717739)
- The Acolyte, Toronto, ChiZine Publications, 2015, 298 p.  (ISBN 9781771483285)
- Little Heaven, Québec, Alto, 2018 (Little Heaven, 2017), trad. Éric Fontaine, 613 p.  (ISBN 9782896943388)

## Prix et honneurs
- 2013 : Nommé pour le Prix Scotiabank Giller (Cataract City)[5]
- 2014 : Finaliste du Trillium Book Award (Cataract City)[6]
- 2015 : James Herbert Horror Award (The Troop)[7]